# Jacques Radulphi
Jacques Radulphi, ou Jacques Dupont, né en Lorraine et mort en 1463 (?), est un prélat français du XVe siècle.
Jacques Dupont est écolâtre de l’église de Toul et  obtient, en 1456, l’évêché de Sisteron, par la faveur et la protection de René d’Anjou, roi de Sicile, qui, par son mariage avec Isabelle Ire de Lorraine, a des droits sur le duché de Lorraine et en traite les habitants comme ses sujets. On ne connaît pas beaucoup de ce prélat.

## Source
- La France pontificale.